# Pigdon
Pigdon – przysiółek w Anglii, w Northumberland, w dystrykcie (unitary authority) Northumberland, w civil parish Meldon. Leży 25.9 km od miasta Alnwick, 25.6 km od miasta Newcastle upon Tyne i 423.7 km od Londynu. W 1951 roku civil parish liczyła 52 mieszkańców.

## Etymologia
Źródło:

Nazwa miejscowości na przestrzeni wieków:
- 1205 w. – Pikedenn
- 1242 w. – Pykeden